# Jannicke Systad Jacobsen
Jannicke Systad Jacobsen (født 1975) er en norsk filminstruktør.
Hun har studeret ved den nationale filmskole i Tjekkiet og ved London International Film School. Hun har også studeret drama og socialantropologi ved Universitetet i Oslo. 
Jannicke Systad Jacobsen har instrueret flere dokumentar- og kortfilm som ofte også har en humoristisk undertone. Filmen Få meg på, for faen! vandt Amandaprisen 2012 for Bedste norske biograffilm. 

## Filmografi
- En liten rød prikk (2001)
- Frimerket og fyret (2002)
- Kampen mot paranoia (2003)
- Sandmann - Historien om en sosialistisk supermann (2005)
- Klovnebarna (2005)
- Scener fra et vennskap (2009)
- Få meg på, for faen! (2011)